# Cyrias Roy
Pour l’article homonyme, voir Roy.
Cyrias Roy (6 août 1864 - 27 juin 1919) est un avocat et homme politique fédéral et municipal du Québec.

## Biographie
Né à Saint-François-de-la-Rivière-du-Sud dans le Canada-Est, il pratiqua le droit à Montmagny après avoir été admis au Barreau du Québec en 1887. Devenu protonotaire du district de Montmagny en 1899, il démissionne de ce poste en 1908 pour devenir député du Parti libéral du Canada dans la circonscription fédérale de Montmagny. Ne se représentant pas en 1911, il redevient protonotaire en 1912. Il est mort à Montmagny en 1919 à l'âge de 54 ans.